# Estremadura
L'Estremadura (Extremadura in spagnolo, Estremaúra in estremegno) è una comunità autonoma nella parte sud-occidentale della Spagna, dove vengono parlati l'estremegno (o estremadurano), lo spagnolo e il portoghese, oltre ad alcuni dialetti, tra cui il leonese e il fala. Da non confondersi con l'Estremadura portoghese, il nome della regione spagnola deriva probabilmente dalla stessa radice, data dal fatto che era una terra di frontiera della cristianità durante la Reconquista, all'estremità segnata dal fiume Duero ("Extrema Duris"). 
È una zona importante per la vita selvatica, in particolare per la grande riserva naturale di Monfragüe.

## Geografia fisica

### Territorio
Comprende le province di Cáceres e Badajoz che sono alcune delle città più importanti della regione.
Le città principali sono: Cáceres, Badajoz, e Mérida, il capoluogo della comunità autonoma. L'Estremadura confina con la Castiglia e León a nord, la Castiglia-La Mancia a est, l'Andalusia a sud ed il Portogallo (regioni Alentejo e Centro) ad ovest.

### Clima
Il clima dell'Estremadura è mediterraneo, eccezion fatta per la parte a nord dove il clima è di tipo continentale, cioè con inverni più freddi ed estati molto calde, e per quella ad ovest, dove il clima è influenzato e reso più mite dall'Oceano Atlantico. Generalmente, le estati sono molto calde e secche, con grossi problemi di siccità, e gli inverni sono lunghi e mitigati dalla prossimità della costa atlantica portoghese.
La temperatura media annuale oscilla tra i 16 e 17 °C, con temperatura più basse nell'area a nord, che aumentano gradualmente scendendo verso sud. La temperatura minima si registra in Sierra Morena a causa dell'altitudine. In estate, la temperatura media di luglio è maggiore di 26 °C, con picchi anche di 40 °C. La temperatura media invernale è di 7,5 °C, più bassa nelle regioni montuose. Le nevicate, solitamente a gennaio e febbraio, raggiungono i 40 cm.

## Amministrazione
La Giunta è l'organo esecutivo della comunità autonoma (diretto da un Presidente), mentre un parlamento autonomo legifera nelle materie trasferite dal governo centrale a quello regionale.

## Fauna
L'Estremadura è uno dei luoghi con il maggior numero di uccelli in Europa. Vi nidificano infatti molte specie di rapaci come l'avvoltoio monaco, il grifone, il capovaccaio, l'aquila reale, l'aquila di bonelli, l'aquila imperiale iberica, l'aquila minore, il falco pellegrino, il falco di palude, il lanario, il nibbio bruno, il biancone, l'albanella reale, il gheppio europeo. Nelle vicinanze dei corsi d'acqua è possibile osservare: l'airone cenerino, l'airone rosso, l'airone guardabuoi, la sgarza ciuffetto, la nitticora; molte specie di anatre: germano reale, alzavola, mestolone, marzaiola. È possibile osservare anche la cicogna bianca e d'inverno la cicogna nera e anche gabbiani comuni e gabbiani zafferani. Il falco pescatore non nidifica in Estremadura, ma è possibile vederlo mentre si ciba di pesce durante le migrazioni. Nelle grandi steppe dell'Estremadura nidifica la gru.

## Popolazione
| 1  | Badajoz                 | 146 832 |
| 2  | Cáceres                 | 92 187  |
| 3  | Mérida                  | 55 568  |
| 4  | Plasencia               | 40 105  |
| 5  | Don Benito              | 39 051  |
| 6  | Almendralejo            | 33 424  |
| 7  | Villanueva de la Serena | 26 978  |
| 8  | Navalmoral de la Mata   | 17 103  |
| 9  | Zafra                   | 16 417  |
| 10 | Montijo                 | 15 648  |

Nel 2024 gli abitanti dell'Estremadura erano 1.054.681, il 2,16% della popolazione spagnola totale. La densità è molto bassa, con soli 25,33 ab./km² contro una densità media di 95,26 ab./km² nell'intera Spagna.
La provincia più popolata è quella di Badajoz, con una popolazione di 666.029 abitanti, che è anche la prima provincia della Spagna per estensione, con 21 766 km². Seconda provincia più popolata della regione (e anche seconda provincia spagnola per estensione, con un'area di 19 868 km²) è quella di Cáceres, che conta 412 899 abitanti.
I maggiori centri urbani sono Badajoz (150 570 ab.), Cáceres (96 441), Mérida (59 857) e Plasencia (39 829).

## Economia

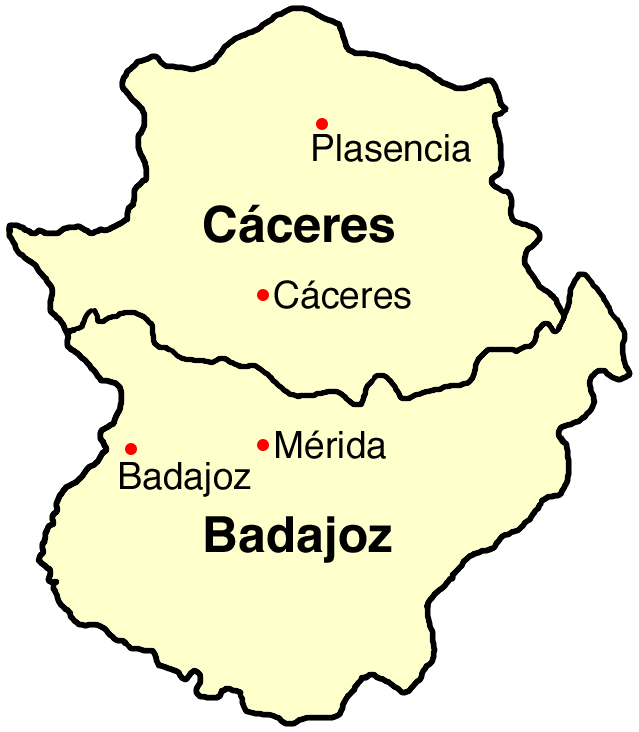
Mappa dell'Estremadura

Comarche di Badajoz

Comarche di Cáceres

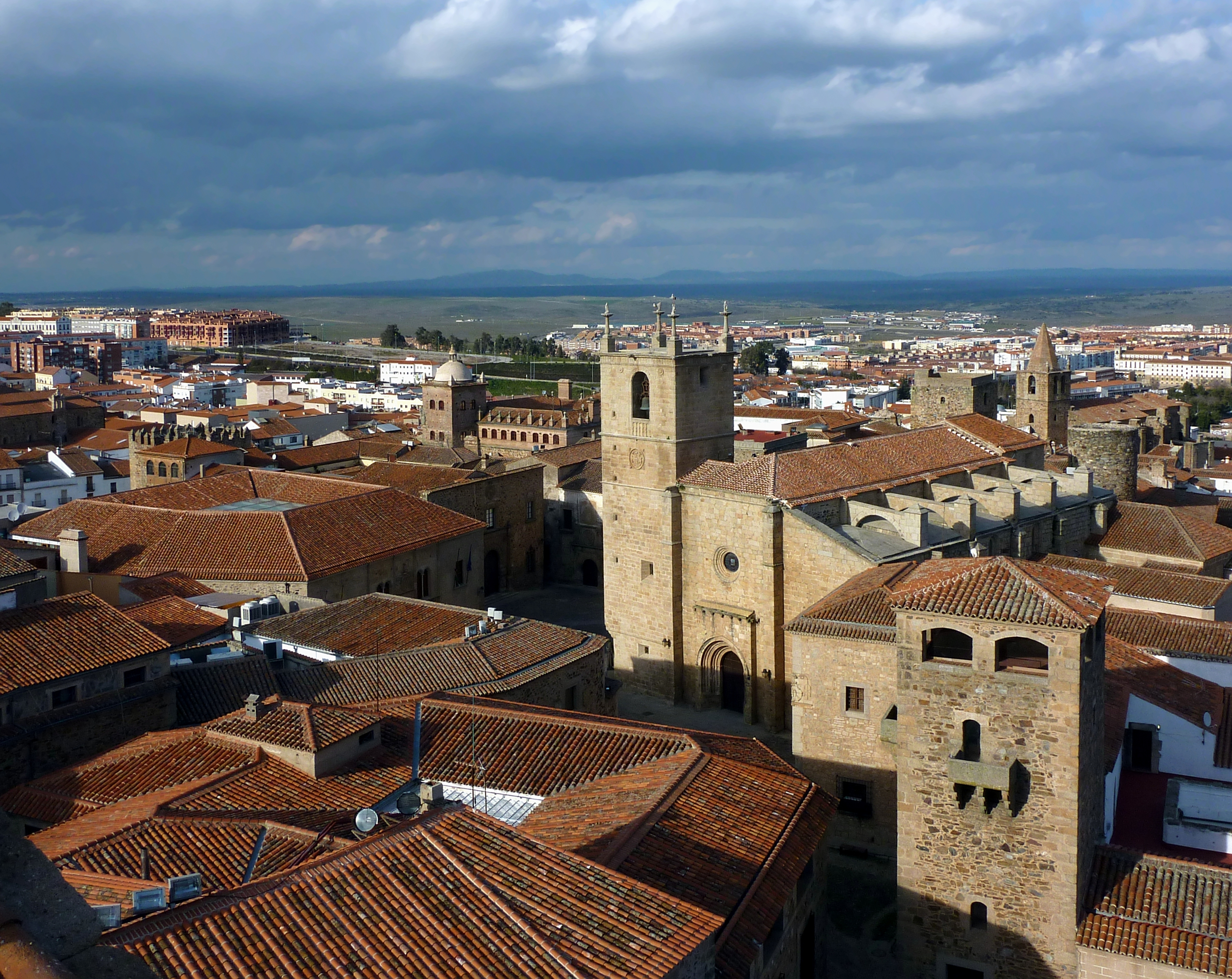
Cáceres

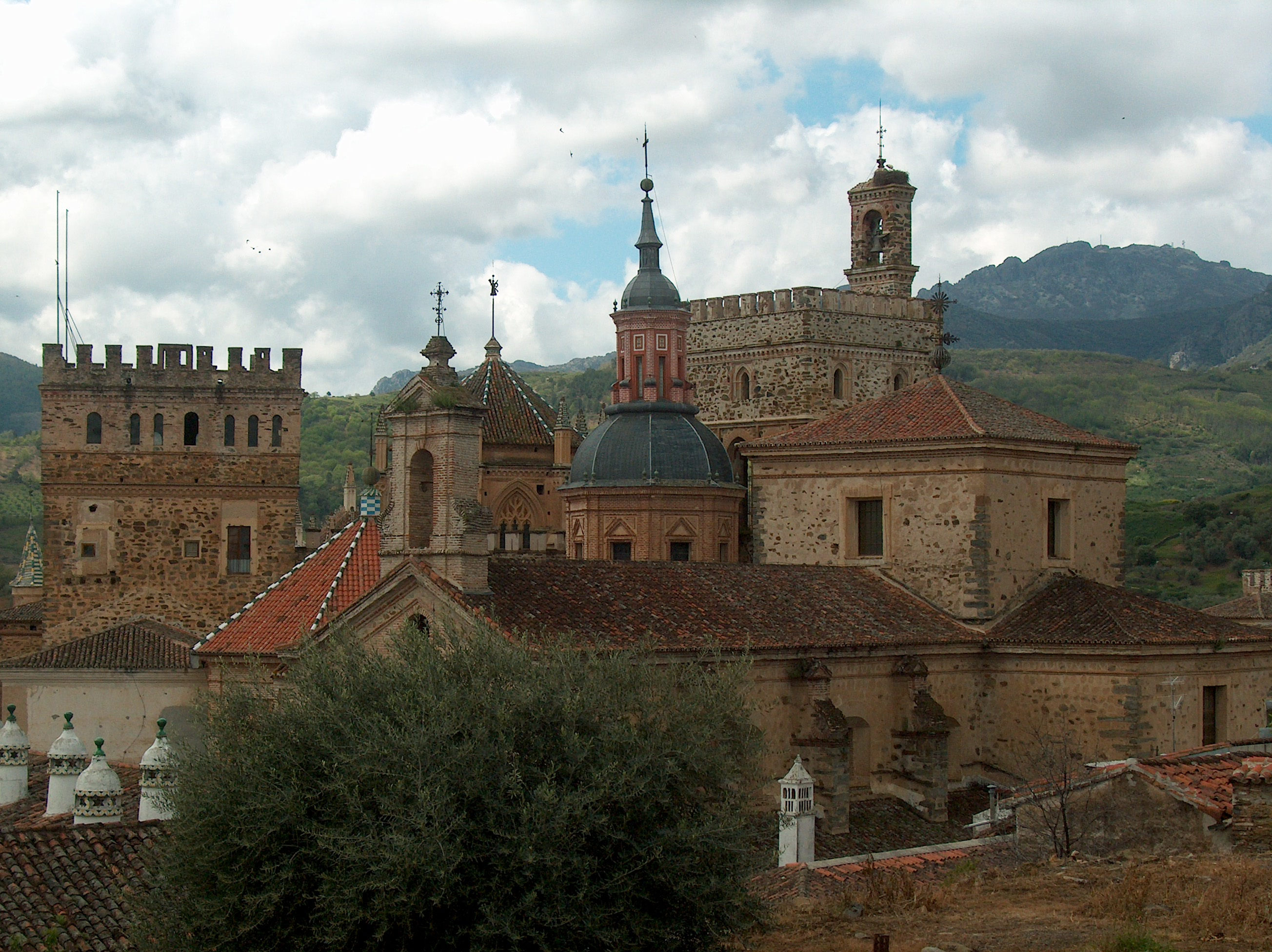
Monastero di Guadalupe

Il PIL pro capite dell'Estremadura è di € 16 149 (2011), simile a quello della Sicilia e corrispondente al 69,4% del PIL pro capite della nazione, dato che la relega all'ultimo posto nelle comunità spagnole per reddito.